# Hubert Fournier
Hubert Fournier   (Riam, 3 de setembre de 1967) és un exfutbolista i actual entrenador de futbol francès.
Anteriorment havia entrenat l'Olympique de Lió, Stade de Reims entre 2010 i 2014, el FC Gueugnon el 2008, i havia estat segon entrenador de l'Stade de Reims entre 2009 i 2010.
En la seva primera temporada (2010–11), el Reims va acabar desè a la Ligue 2, i assolí els quarts de final de la Copa de França. La següent temporada, (2011–12) el Reims fou segon a la Ligue 2 i ascendí a la Ligue 1 després de 33 anys.
El 23 de maig de 2014, Hubert Fournier fou nomenat entrenador de l'Olympique de Lió.